# Daniel (1971)
Daniel is een Nederlandse komische film uit 1971 van Erik Terpstra. De film is gebaseerd op een scenario van Terpstra zelf. Opnamen voor de film werden gemaakt in Amsterdam en in het Overijsselse Twekkelo.

## Verhaal
Als Daniel na zijn studie vanuit Engeland terugkeert in Amsterdam, wordt hij geconfronteerd met zijn erg open geworden vader die opeens seksuoloog is geworden en stelletjes begeleidt in hun seksleven. Daniel heeft al gauw genoeg van de situatie thuis en gaat naar het platteland waar zijn gelovige grootouders wonen. Daniel hoopt hier zijn hippieachtige levensstijl voort te kunnen zetten.

## Rolverdeling
| Acteur                | Personage      |
| --------------------- | -------------- |
| Peter Schaapman       | Daniel         |
| André van den Heuvel  | Max van Kampen |
| Johnny Kraaykamp sr.  |                |
| Bob de Lange          | gelovige Boer  |
| Sylvia de Leur        | Ida            |
| Bill van Dijk         | Mark           |
| Helmert Woudenberg    | Douwe          |
| Willem Nijholt        |                |
| Allard van der Scheer |                |
| Kika Mol              |                |
| Marja Goud            |                |
| Karin Larsen          |                |
| Petra Hopman          |                |
| Dick van de Poll      |                |
| Elise Hoomans         |                |
| Dini de Neef          |                |
| Will van Selst        |                |
| Hugo van Mondfrans    |                |
| Dorothé Hudepool      |                |
| Peter Mellink         |                |
| Truitje Wytema        |                |